# Letheobia acutirostrata
Espèce
Synonymes
- Typhlops acutirostratus Andersson, 1916
- Letheobia acutirostratus (Andersson, 1916)
- Typhlops avakubae Schmidt, 1923
- Typhlops caecus pitmani Witte, 1961

Letheobia acutirostrata est une espèce de serpents de la famille des Typhlopidae. 

## Répartition
Cette espèce est endémique de la République démocratique du Congo.

## Publication originale
- Andersson, 1916 : Notes on the reptiles and batrachians in the Zoological museum at Gothenburg : with an account of some new species. Göteborgs Kungliga Vetenskaps och Vitter-Hets Samhalles Handlingar, Series B, sér. 4, vol. 17, p. 1-41.